# Джовани Анселмо
Вижте пояснителната страница за други личности с името Джовани.
Джовани Анселмо (на италиански: Giovanni Anselmo) е италиански художник и скулптор, представител на Arte Povera и на концептуалното изкуство.

## Биография
Роден е на 5 август 1934 г. в Боргофранко д'Ивреа, градче на 50 км от Торино. Той е едно от четирите деца в семейството.След като завършва класическо образование, се самообразова като художник.
Описва природния спектакъл като ключово преживяване за инициацията си като артист и като трайно художествено влияние. По време на сутрешна разходка на остров Стромболи през август 1965 г. изведнъж осъзнава, че сутрешното слънце е под твърде малък ъгъл и самият той не хвърля никаква сянка.
Дебютира през 1967 г. в групова изложба в Galleria Sperone в Торино с две неозаглавени полимерни творби. От следващата година участва в изложбите на групата Arte Povera, ръководена от критика Джермано Челант, заедно с Микеланджело Пистолето, Пиеро Джиларди и Джилберто Зорио. През 1968 г. прави първата си самостоятелна изложба в Galleria Sperone и по същото време започва да представя някои от творбите си на международни събития, като например изложбата в Берн When Attitudes Become Form през 1969 г. Участва във Венецианското биенале през 1978 г., през 1980 г. и през 1990 г., когато печели „Златен лъв“. Творбите му са предимно инсталации, свързани с концепцията за енергията, която се разиграва в отношения на равновесие между противоположни действия.
Умира в Торино на 18 декември 2023 г., на 89-годишна възраст.

## Творчество
Творбите на Анселмо са инсталации от различни материали, често противопоставени, в отношения на баланс и напрежение; „моите произведения – казва той – всъщност представляват физикализиране на силата на едно действие, енергията на ситуация или събитие“. В Torsione (Усукване) от 1968 г. молескинови ивици са усукани с помощта на железен прът, чието възвратно движение е възпрепятствано от зацепването на пръта в стена. В Senza titolo или Struttura che mangia (Без заглавие или Структура, която яде) едра маруля е хваната между два гранитни блока; и двете творби визуализират концепцията за ентропия, базирана на интерпретацията на философа Жорж Батай, концепция, върху която другите художници от Arte Povera и критикът Челант също рефлектират. Respiro (Въздишка) от 1969 г. описва феномена на разширяването на метала: два железни пръта държат гъба, която, когато температурата спадне и металът се свие, „диша“.
През 1970 г. Анселмо участва в проекта Identifications, поредица от видеоклипове, в които Гери Шум документира работата на някои от най-важните авангардни артисти на епохата. В краткото видео художникът се появява само за да завърти прът с увити около него молескинови каиши, бетонирани в кубичен блок, и като опъва кълбото от каиши, застопорява пръта о стена, след което камерата снима стабилизираната, но напрегната творба; камерата е неподвижна, но зуумваща.
Анселмо възприема някои от „бедните“, неконвенционални средства, предпочитани от негови колеги като Янис Кунелис и Марио Мерц, но именно гранитът, в цялото му твърдо минерално великолепие, му се струва най-подходящ за неговите квазинаучни цели. В Mentre il Colore Solleva la Pietra e la Pietra Solleva il Colore (Докато цветът повдига камъка, а камъкът повдига цвета, 1993) тежките плочи, окачени несигурно високо на стената на галерията, демонстрират силата на гравитацията, като в същото време я пренебрегват, а Direzione (Посока, 1967-68), каменен блок, снабден с компас и оформен като връх на стрела, превръща инертната материя като по чудо в символ на движението и магнитната сила.
В Grays that lighten to overseas и Verso overseas, инсталации от 80-те години на 20. век, той работи с гранитни блокове и цветни правоъгълници, поставени до тях.
Анселмо създава и книги художествени обекти, сред които Leggere (Четене) през 1972 г., в която всяка страница съдържа една и съща дума в прогресивно стесняване и разширяване. Думата е Infinito (Безкрайно), а книгата започва с напълно черни страници и завършва с детайли от думата.
През 1999 г. той съживява друг образ, създаден за първи път преди десетилетия: Cut Sky (Съкратено небе) е черна тънка колона, висока малко над метър, издигната на речен остров в Понтеведра, Галисия. Заглавието ѝ, изписано върху миниатюрния квадрат отгоре, накратко отразява мистичната цел, която Анселмо споделя с по-ранните творци: желанието да приближи Земята и небето или – по думите на Уилям Блейк, да „държи безкрайността в дланта си, а вечността - за един час“.
- „Съкратено небе“, Мюнстер, 1987
- „Съкратено небе“, Мюнстер, 1987
- „Съкратено небе“, Понтеведра, 1999
- „Съкратено небе“, Понтеведра, 1999

## За него
- Germano Celant (под негова редакция), Arte Povera, Milano, Mazzotta, 1969.
- Arte povera in collezione, Milano, Charta, 2000, ISBN 88-8158-316-X.
- Germano Celant (под негова редакция), The knot arte povera: Giovanni Anselmo, Alighiero Boetti, Pier Paolo Calzolari, Luciano Fabro, Jannis Kounellis, Mario Merz, Marisa Merz, Giulio ... Michelangelo Pistoletto, and Gilberto Zorio, Torino, Allemandi, 1985, ISBN 978-88-422-0037-6.
- Giorgio Maffei (под негова редакция), Libri e documenti, Arte povera 1966-1980, Books and Documents, Mantova, Corraini, 2007, ISBN 978-88-7570-018-8.
- Rosalind Krauss (под нейна редакция), Giovanni Anselmo: Matter and Monochrome, in October, aprile 2008.
- Vittorio Peruzzi (под негова редакция), La grafica e i multipli dell'Arte Povera: Anselmo, Boetti, Calzolari, Fabro, Merz, Paolini, Penone, Pistoletto e Zorio nella collezione Peruzzi, Roma, ilmiolibro selfpublishing, 2012, ISBN 88-910-2252-7.